# Shaghat
Shaghat (en arménien Շաղատ) est une communauté rurale du marz de Syunik en Arménie. En 2011, elle compte 1 215 habitants.

## Géographie

### Situation
Shaghat est située à 19 km de Sisian et à 123 km de Kapan, la capitale régionale.

### Topographie
L'altitude moyenne de Shaghat est de 1 760 m.

### Territoire
La communauté couvre 11 181 hectares, dont :
- 10 575 ha de terrains agricoles ;
- 8 ha de terrains industriels ;
- 24 ha alloués aux infrastructures énergétiques, de transport, de communication, etc. ;
- 38 ha d'aires protégées ;
- 31 ha d'eau[3].

## Politique
Le maire (ou plus correctement le chef de la communauté) de Shaghat est depuis 2008 Tigran Khachatryan, membre du Parti républicain d'Arménie.
| Début | Fin      | Nom                 | Parti                       |
| ----- | -------- | ------------------- | --------------------------- |
| 2005  | 2008     | Hovhanes Arzumanyan |                             |
| 2008  | 2012     | Tigran Khachatryan  | Parti républicain d'Arménie |
| 2012  | En cours | Tigran Khachatryan  | Parti républicain d'Arménie |

## Économie
L'économie de la communauté repose principalement sur l'agriculture.

## Démographie
| 2001  | 2008  | 2011  |
| ----- | ----- | ----- |
| 1 049 | 1 191 | 1 215 |